# Стефан Немирич (старший)
Стефан Немирич (? — до 21 травня 1630) — військовик, урядник Речі Посполитої руського (українського) походження з роду Немиричів гербу Клямри, з черняхівської гілки роду.

## З життєпису
Був сином Андрія Немирича, дідича Черняхова поблизу Житомира, судді Київської землі, та Маруші Хребтовичівни-Богуринської.
Навчався в академії в Альтдорфі (записався у січні 1604 року разом з Романом Гостським і Базельському університеті. Ймовірно, під час перебування за кордоном перейшов з православ'я на аріанство. 1626 року в Черняхові відкрив соцініанську школу середнього освітнього рівня. Уряд (посада) — київський підкоморій у 1619—1630 роках; перебуваючи на ній, був призначений королем одним з комісарів для укладення Куруківського договору 1625 року. серед яких був обраним для перевірки прав та складання реєстру козацького війська.

### Сім'я
Дружина — Марія (за іншими даними Марта з Войнаровських (пом. 1632), антитринітарка (або ревна аріянка). Діти:
- Юрій — київський підкоморій, співавтор Гадяцької угоди[7];
- Владислав[6];
- Стефан[8];
- Катерина — дружина Павла Христофора Сенюти, поета Анджея Лещинського[9].